# Reserva de la biosfera transfronteriza Trifinio-Fraternidad
La reserva de la biosfera transfronteriza Trifinio-Fraternidad, anteriormente llamada Reserva de la biosfera Trifinio hasta el 29 de junio de 2011, es un espacio natural protegido en el sur del departamento de Chiquimula, Guatemala. La reserva se encuentra en la parte guatemalteca del macizo del Montecristo, el punto trifinio de El Salvador, Guatemala y Honduras.
La Reserva tiene una superficie de 221 km² y fue creada en 1987 para proteger el bosque nuboso del macizo Montecristo y su flora y fauna. El bosque nuboso del Montecristo incluye árboles de roble y laurel que crecen hasta 30 metros y alberga especies de vida silvestre raras, como el hormiguero pigmeo, lechuzón orejudo, tucanes, agutí centroamericano. pumas y monos araña.
El macizo del Montecristo es un área donde confluyen las fronteras de Guatemala, Honduras y El Salvador y su protección es una iniciativa conjunta de estos tres países, lo que resultó en la creación del parque nacional Montecristo Trifinio en Honduras y el parque nacional Montecristo en El Salvador, así como la reserva de la biosfera Trifinio de Guatemala.
La protección del macizo del Montecristo es parte de un plan más amplio, conocido como el Plan Trifinio, cuyo objetivo es el desarrollo de esta región fronteriza.